# Pär-Olof Ohlsson
Pär-Olof Ohlsson (* 8. Januar 1954) ist ein ehemaliger schwedischer Fußballspieler. Der Offensivspieler, der 1980 den belgischen Landespokal gewann, bestritt sechs Länderspiele für die schwedische Nationalmannschaft.

## Werdegang
Ohlsson entstammt der Jugend von Varbergs BoIS, für den Klub debütierte er im Alter von 16 Jahren zudem im Erwachsenenbereich. Anfang 1972 wechselte er zu Örgryte IS nach Göteborg in die Allsvenskan. Hier zeichnete er sich alsbald als regelmäßiger Torschütze aus, nach sechs Treffern in seiner Debütsaison platzierte er sich mit zwölf Saisontoren in der Spielzeit 1973 unter den besten Torschützen der Meisterschaft. Dennoch reichte es für die Mannschaft um Sören Börjesson, Stefan Allbäck, Peter Dahlqvist und Örjan Persson nicht zum Klassenerhalt.
Nach dem Abstieg zog Ohlsson innerhalb der Allsvenskan zu IFK Norrköping weiter, wo er mit elf Saisontoren in seiner ersten Spielzeit ebenfalls zweistellig traf. Damit war er entscheidend am Klassenerhalt als Tabellenzwölfter beteiligt. Gemeinsam mit Leif Andersson und Kent Lundqvist bildete er in den folgenden Spielzeiten die treffsichere Offensive, die den Verein im Mittelfeld der Tabelle etablierte. In der Spielzeit 1977 spielte sich die Mannschaft ins obere Tabellendrittel, der Erfolg wurde mit Ohlssons Länderspieldebüt im Oktober des Jahres beim 1:0-Erfolg durch ein Tor von Lennart Larsson gegen Dänemark gekrönt. In der Folge gehörte er zum erweiterten Kreis der Nationalmannschaft, schaffte aber trotz 13 Saisontoren in der folgenden Spielzeit nicht den Sprung in den Kader zur Weltmeisterschaftsendrunde 1978. In der anschließenden Saison war er bis zum Sommer in 14 Spielen elfmal erfolgreich, ehe er den Klub während der laufenden Spielzeit verließ.
Ohlsson wechselte nach Belgien zu THOR Waterschei. Unter Trainer Cor Brom erreichte er mit der Mannschaft an der Seite von Heinz Gründel, Klaus Pudelko und Herman Houben am Ende seiner ersten Spielzeit das Endspiel um den belgischen Pokal. Gegen KSK Beveren erzielten Pier Janssen und Jos Heyligen die Tore zum 2:1-Erfolg. Nach zwei Spielzeiten kehrte er im Sommer 1981 nach Schweden zurück. Bis 1985 ging er für den seinerzeitigen Zweitligisten Helsingborgs IF auf Torejagd, anschließend ließ er im unterklassigen Bereich bei Ängelholms FF seine aktive Laufbahn ausklingen.
Nachdem sich Ohlsson bereits zwei Jahre im Fußballausschuss bei Ängelholms FF engagiert hatte, übernahm er Anfang 2008 den Posten des Sportchefs beim in die zweitklassige Superettan aufgestiegenen Klub. Bereits im Herbst gab er den Posten wieder auf, der nicht mit seiner hauptberuflichen Tätigkeit als Rektor vereinbar war.